# Paweł Cieślik (kolarz)
Paweł Cieślik (ur. 12 kwietnia 1986 w Poznaniu) – polski kolarz szosowy. Wicemistrz Polski w wyścigu ze startu wspólnego z 2019.

## Osiągnięcia
Opracowano na podstawie:

2007
- 3. miejsce w Giro del Canavese

2010
- 2. miejsce w górskich szosowych mistrzostwach Polski

2011
- 1. miejsce na 4. etapie Okolo Slovenska
- 3. miejsce w górskich szosowych mistrzostwach Polski

2012
- 2. miejsce w Małopolskim Wyścigu Górskim
  - 1. miejsce na 2. etapie

2013
- 2. miejsce w Małopolskim Wyścigu Górskim
- 3. miejsce w Memoriale Henryka Łasaka

2014
- 3. miejsce w Małopolskim Wyścigu Górskim
- 3. miejsce w Oberösterreich-Rundfahrt
  - 1. miejsce na 2. etapie
- 1. miejsce w Grand Prix Královéhradeckého kraje
- 2. miejsce w Okolo Jižních Čech

2015
- 3. miejsce w Okolo Slovenska
- 2. miejsce w East Bohemia Tour

2017
- 2. miejsce w Wyścigu Solidarności i Olimpijczyków
- 1. miejsce na 1. etapie Czech Cycling Tour (jazda drużynowa na czas)

2018
- 3. miejsce w Bałtyk-Karkonosze Tour
  - 1. miejsce w klasyfikacji górskiej
- 2. miejsce w Małopolskim Wyścigu Górskim
- 2. miejsce w górskich szosowych mistrzostwach Polski
- 2. miejsce w Memoriale Stanisława Szozdy

2019
- 2. miejsce w mistrzostwach Polski (start wspólny)
- 3. miejsce w Memoriale Stanisława Szozdy

2021
- 2. miejsce w Małopolskim Wyścigu Górskim
- 2. miejsce w In the footsteps of the Romans

2022
- 2. miejsce w Memoriale Jana Magiery

## Rankingi
| Rok             | 2011 | 2012 | 2013 | 2014 | 2015 | 2016 | 2017 | 2018 | 2019 | 2020  | 2021 | 2022 |
| --------------- | ---- | ---- | ---- | ---- | ---- | ---- | ---- | ---- | ---- | ----- | ---- | ---- |
| World Ranking   |      |      |      |      |      | 486. | 672. | 627. | 862. | 1569. | 544. | 605. |
| UCI Europe Tour | 476. | 338. | 244. | 85.  | 138. | 464. | 429. | 506. | 626. | 1168. | 437. | 468. |
|                 |      |      |      |      |      |      |      |      |      |       |      |      |
| Źródło: UCI     |      |      |      |      |      |      |      |      |      |       |      |      |